# Bono
För andra betydelser, se Bono (olika betydelser).
Paul David Hewson, mer känd som Bono (uttal ['bɒnəʊ]), född 10 maj 1960 i Dublin, är sångare i det irländska rockbandet U2.
Han träffade under skolåren sin fru Ali och de framtida medlemmarna i U2. Bono har skrivit nästan alla U2:s texter, ofta med politiska, sociala och religiösa teman. På senare år har dock texterna allt oftare kommit till genom personliga upplevelser tillsammans med medlemmarna i U2.
Förutom frontfigur i ett av världens största band är Bono styrelseledamot i ett riskkapitalbolag. 1996 köpte han tillsammans med The Edge hotellet "The Clarence" i Dublin, och omvandlade det till ett lyxhotell. Bono är känd för sitt engagemang för Afrika och har träffat flera inflytelserika politiker. Han har varit nominerad till Nobels fredspris tre gånger och har tilldelats Brittiska Imperieorden. Bono utnämndes som Person of the Year av tidningen TIME 2005.

## Biografi

### Barndom

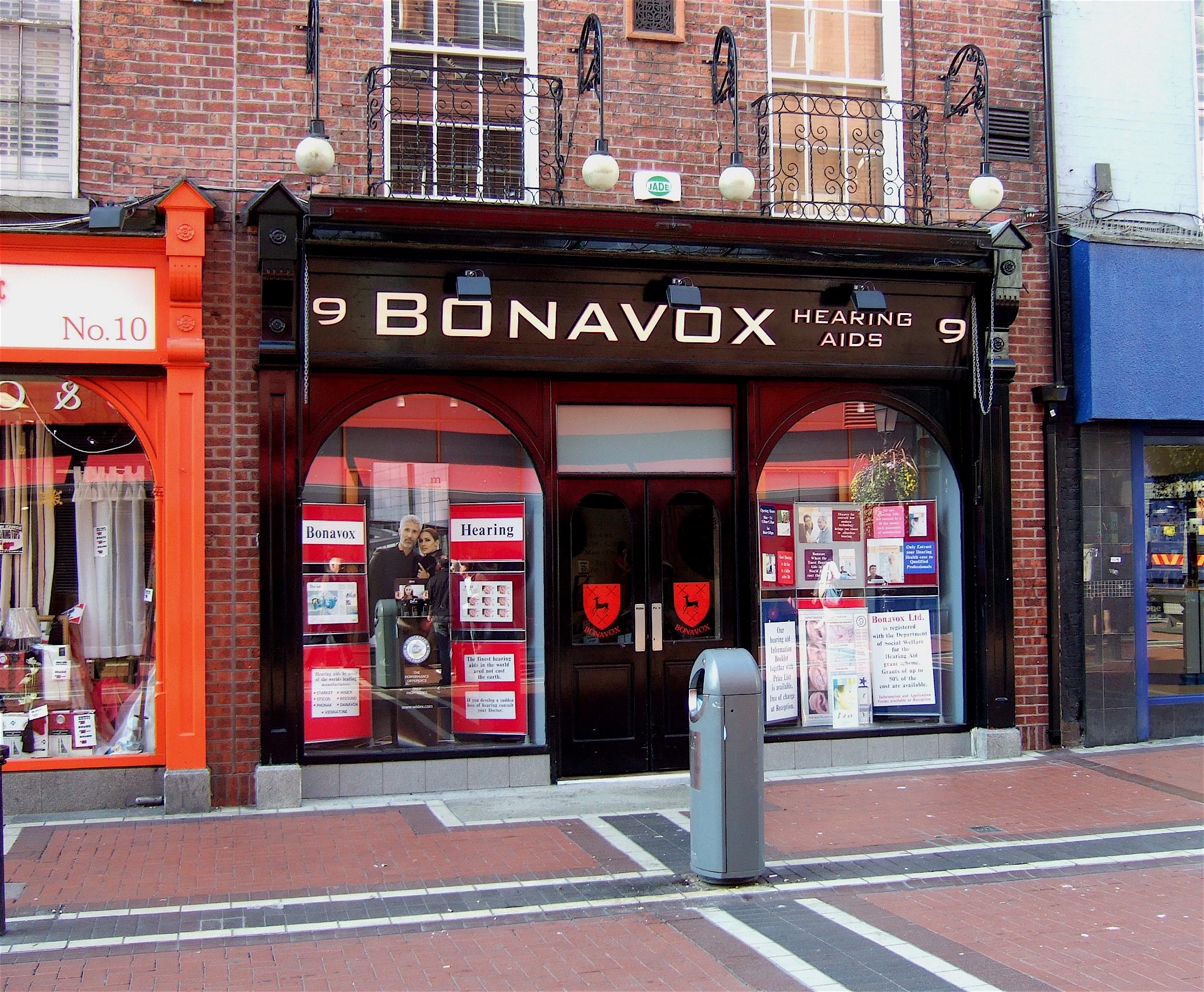
Affären Bonavox i Dublin

Bono och hans bror, Norman Hewson, föddes i Dublin. Mamman, Iris, var anglikan och pappan, Brendan Robert "Bob", var katolik och arbetade inom postverket. Familjen bodde i norra delen av förorten Glasnevin, ett medelklassområde. Huset hade tre rum, av vilka Bono bodde i det minsta. I september 1974 avled Iris av en stroke (hjärnblödning) i samband med sin fars begravning. Flera låtar från U2:s album, som I Will Follow, "Mofo", "Out of Control", "Tomorrow" och "Lemon" handlar mer eller mindre om moderns död. Andra låtar, såsom "Into the Heart", "Twilight" och "Stories for Boys" handlar om barndom kontra mognad. På albumet "Songs of Innocence" finns låten "Iris" med och om den har Bono sagt "Ursinne följer på sorg, och jag hade mycket av det och har det fortfarande, men jag kanaliserade det genom musiken och fortsätter att göra det. Jag har mycket få minnen kvar av min mor och jag placerade  några av dem i en sång som heter "Iris".
Bono gick i skola i Mount Temple Comprehensive School. Han var populär, en sorts "klassens clown" och halvhyfsad som student. Bonos bästa ämnen var historia, schack och bild. På fritiden ingick han i ett gäng som kallades "Lypton Village". De uppträdde på offentliga platser, såsom bussar, mestadels för att provocera folk. Gänget hade också en vana att hitta på smeknamn. Bono kallades till att börja med "Steinvic von Huyseman", senare "Huyseman", därefter "Houseman", "Bon Murray", "Bono Vox of O'Connell Street", och till slut bara "Bono". "Bono Vox" är förvanskning av "Bonavox", som är latin och betyder "bra röst". Smeknamnet uppkom efter en affär i Dublin som bland annat säljer hörapparater, och heter just Bonavox.
Bono gillade från början inte smeknamnet, men då han fick höra att det betydde "bra röst" accepterade han det. Sedan dess kallas han Bono även bland bekanta och familj.

### Privatliv
Bono är gift med Allison Hewson (ogift Stewart) (född i maj 1961). Deras förhållande började 1975 och de gifte sig i augusti 1982. Adam Clayton var Bonos best man. Paret har fyra barn; döttrarna Jordan (född den 10 maj 1989) och Memphis Eve (född den 7 juli 1991) och sönerna Elijah Bob Patricius Guggi Q (född den 18 augusti 1999) och John Abraham (född den 21 maj 2001). Bono bor i Killiney i södra Dublin, Irland, med sin familj och delar en villa med bandkollegan The Edge i Èze i södra Frankrike. Dessutom äger han en lägenhet på Manhattan och ett litet hus i byn Middleton Cheney i England.
Bono ses nästan aldrig offentligt utan solglasögon. I en intervju under 2014 berättade han att orsaken till det är att han lider av grön starr sedan 20 år tillbaka. Tidigare har hans förklaring varit ljuskänslighet. I en intervju i Rolling Stone sade han:
"Jag har väldigt ljuskänsliga ögon. Om någon tar en bild på mig, ser jag blixten under resten av dagen. Mitt högra öga sväller upp. Jag har en blockering där, så mina ögon blir väldigt röda. Så det är en del fåfänga, en del personvärn och en del känslighet."
Hans användning av solglasögon har ökat genom åren. Under 1980-talet syntes han sällan bära dem. Under Zoo TV Tour 1992-93 bar han solglasögon under delar av konserterna, ofta genom karaktärerna 'The Fly' (stora, mörka heltäckande) eller 'Mirrorball Man' (mer vanliga runda glasögon). Vid 1997-98 års Popmart Tour bar Bono stora, tonade glasögon med tjocka bågar. Under tidigt 2000-tal bar han blåtonade, liknande skyddsglasögon. Han tog dock av dem under de flesta konserterna av Elevation Tour. Under Vertigo Tour bar Bono oftast röd- eller gröntonade solglasögon av Armani. Under de flesta intervjuer eller framträdanden sedan tidigt 1990-tal har han burit solglasögon. På ett sätt har det också blivit en sorts del i popkulturen, då han blev fotograferad med att ge påven Johannes Paulus II ett par solglasögon, på dennes begäran.
Bono lider av tinnitus vilket refereras till i låten "Staring at the Sun" likaså har han glaukom vilket han uppgett är orsaken till hans solglasögon.

### U2

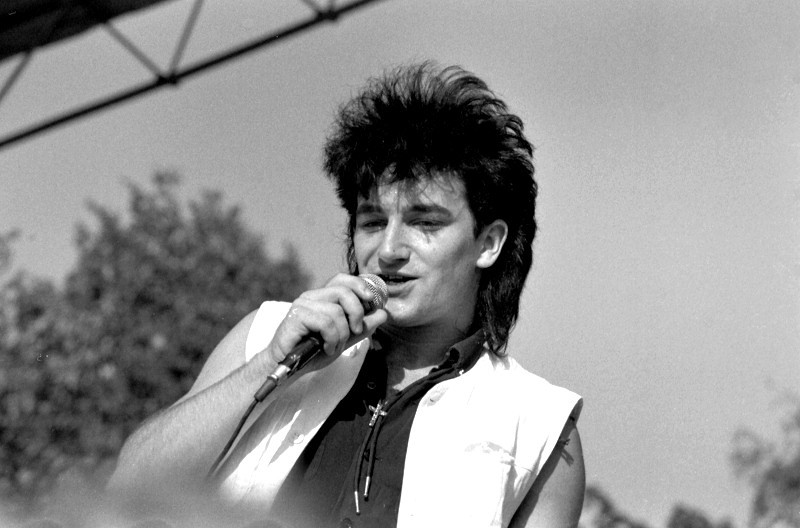
U2 uppträder i Norge 1983

Den 25 september 1976 samlades Bono, David Evans, dennes bror Dik och Adam Clayton i Larry Mullens kök. Den senare hade sökt medlemmar till ett rockband på skolans anslagstavla. Under den första tiden försökte de spela covers. Bono ville spela mest Rolling Stones och Beach Boyslåtar; han var trött på långa gitarrsolon och hårdrock. Bandet spelade inte covers särskilt bra, så de började skriva egen musik istället. Under 1977 lyssnade de mycket på The Ramones, The Clash, David Bowie, Patti Smith och Tom Verlaine och fick mycket influenser från deras musik.
Bandet tog från början namnet "Feedback" under några månader, men ändrade det senare till "The Hype". När Dik Evans lämnade bandet för ett annat lokalt band, ändrades namnet till U2. I början sjöng Bono, spelade gitarr och skrev bandets texter. Han berättade i en intervju 1982 om sitt tidiga gitarrspelande, "När vi började spelade jag gitarr, tillsammans med The Edge - dock kunde jag inte spela gitarr. Jag kan fortfarande inte. Jag var så dålig så att en dag sa de andra åt mig jag kanske skulle sjunga istället. Jag hade testat det innan, men hade ingen sångröst överhuvudtaget. Jag minns den dagen jag upptäckte att jag kunde sjunga. Jag sa, 'Åh, det är så du gör det'. När The Edges gitarrspel blev allt bättre, förpassades Bono nästan helt till mikrofonen, även om han stundtals idag spelar kompgitarr och munspel. För inte så länge sedan tog han pianolektioner hos sina barns pianolärare.
Bono skriver nästan alla U2:s texter, ofta runt sociala och politiska teman. Flera har också en religiös koppling eller betydelse, som till exempel "Gloria" eller I Still Haven't Found What I'm Looking For. Under bandets tidiga år var texterna mer rebelliska vilket senare utvecklades till mer politisk vrede och frustration, särskilt på albumen War, The Joshua Tree och Rattle and Hum. Efter ett bombdåd i Enniskillen på Nordirland i november 1987, då 11 människor dog och 63 skadades, hotade Provisoriska IRA att kidnappa Bono. IRA-medlemmar attackerade också ett fordon där bandmedlemmarna satt i. Detta till en följd av ett tal under ett liveframträdande av Sunday Bloody Sunday, där Bono fördömde bomben i Eniskillen.
U2:s sound och fokus ändrades drastiskt under albumet Achtung Baby. Bonos texter blev mer personliga, inspirerade av händelser i bandmedlemmarnas privatliv. Under bandets Zoo TV Tour visade Bono upp olika scenpersonligheter. Dessa var "The Fly"; en stereotyp av en rockstjärna, "Mirrorball Man"; en parodi på amerikanska tv-predikanter och "Mr. MacPhisto"; en sorts kombination av en korrumperad rockstjärna och djävulen. 
Bono är känd för att ha så mycket kontakt med konsertpubliken som möjligt och tar ofta upp personer på scenen. Ibland hoppar han även själv ner i publiken; ett känt exempel är under Live Aid 1985.
Han har vunnit flera priser med U2, till exempel 22 Grammy Awards.. Under 2005 valdes bandet in i Rock and Roll Hall of Fame. 
U2 kritiserades under 2007 för att ha flyttat delar av sin sångkatalog från Irland till Amsterdam, sex månader före en skattelättnad för musikers royalties upphörde. I Nederländerna har artister låg eller ingen marginalskatt. Bandets manager Paul McGuinness fastslog att det är fullt lagligt och ofta förekommande att affärsverksamhet strävar efter skattelättnader. Handlingen fick kritik i Oireachtas, irländska parlamentet.

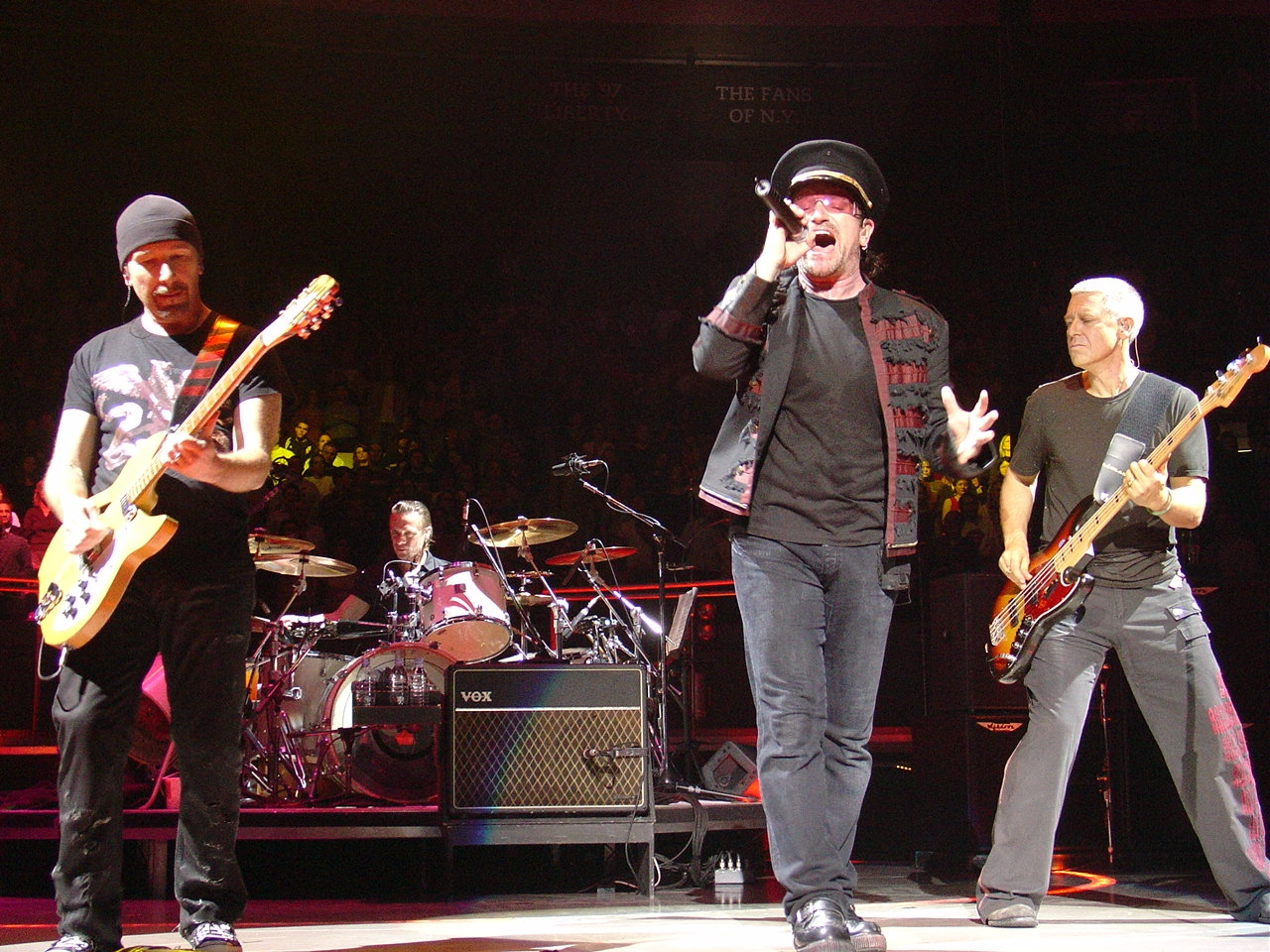
U2 i Madison Square Garden 2005

## Andra uppdrag
Bono har utöver U2 även samarbetat med Zucchero, Frank Sinatra, Johnny Cash, Willie Nelson, Luciano Pavarotti, Sinéad O'Connor, Green Day, Roy Orbison, Bob Dylan, Tina Turner och BB King. Han har gjort inspelningar med bland annat Ray Charles, Quincy Jones, Bruce Springsteen, Tony Bennett, Clannad, The Corrs och Wyclef Jean. På Robbie Robertsons självbetitlade album från 1987 sjunger Bono och spelar även bas. På Michael Hutchences postuma album från 1999 skrev han delar av texten till låten "Slide Away", som är en duett med Hutchence. 
1996 köpte han tillsammans med The Edge det då två-stjärniga hotellet "The Clarence" i Dublin, och omvandlade det till ett femstjärnigt lyxhotell. The Edge och Bono har också spelat in flera låtar tillsammans, utan inblandning av U2. De skriver också musik till en framtida musikal om Spindelmannen. 
Bono sitter i styrelsen för "Elevation Partners", ett riskkapitalbolag. Han är en supporter av det skotska fotbollslaget Celtic FC och under 1998 ryktades det, felaktigt, att han tänkte köpa aktier i laget. 
I musikalfilmen Across the Universe från 2007 spelar Bono Dr. Robert; en antikrigsshaman. I filmen sjunger han också Beatles-låtarna I Am the Walrus och Lucy in the Sky with Diamonds. Bono har också gjort cameoroller i filmerna "Entropy" och "Million Dollar Hotel", den senare skrev han även storyn till. Han har också spelat sig själv i en kortfilm; "Sightings of Bono".

### Humanitärt arbete
Bono har blivit en av världens mest kända filantroper. I en intervju i tidskriften Rolling Stone 1986 beskrev han att han fick intresse för sociala och politiska frågor då han såg en välgörenhetsgala arrangerad av Amnesty International 1979. Bono och U2 var huvudnummer på Amnestys A Conspiracy of Hope-turné i USA tillsammans med Sting 1986. U2 har också varit med på Band Aid, Live Aid och Live 8 som organiserades av Bob Geldof. 
Sedan 1999 har Bono intensivt propagerat för skuldlättnader i Tredje världen och informerat om dödliga sjukdomar i Afrika, inklusive AIDS. Han har träffat flera inflytelserika politiker under det senaste årtiondet, som till exempel George W. Bush och Kanadas premiärminister Paul Martin. Bonos enträgna arbete för skuldlättnader i Tredje världen beskrivs i Noreena Hertzs bok Skuldfällan: hotet mot de fattiga länderna och hur vi kan avvärja det. Bono var under slutet av 1990-talet talesman för Jubilee 2000, en organisation som verkade för att skriva av Tredje världens skulder innan år 2000. 2002 var han med i grundandet av organisationen DATA (Debt, AIDS, Trade, Africa). Dess uppgift är att upplysa om de orättvisa förhållanden västvärlden utsätter den afrikanska kontinenten för, genom att kräva in statsskulder, upprätta orättvisa handelsregler och att försvåra distributionen av billiga mediciner mot till exempel AIDS.
2005 lanserade Bono tillsammans med sin fru Ali  EDUN, en klädkedja som miljövänligt producerar kläder på ett etiskt sätt. Fabriker finns i Peru, Lesotho och Tunisien då myndigheterna där har bra handelslagar. 
Dessa projekt har fått kritik från en del håll. Författaren Paul Theroux beskrev i en kolumn i New York Times att stjärnor som Bono, Brad Pitt och Angelina Jolie är "mytomaner, personer som försöker övertyga världen om sina egna värden". Theroux, som har bott i Afrika som volontär, tillade att "intrycket att Afrika har fatala problem och bara kan räddas av hjälp utifrån - för att inte nämna genom kändisar och välgörenhetskonserter - är destruktivt och missledande". Bono svarade sina kritiker i The Times och kallade dem "översittare som klagar vid sidan om. Flera av dem vet inte vad de skulle gjort om de vore på banan. De är såna som alltid är i opposition så de inte behöver ta ansvar för beslut som de vet att de aldrig kan genomföra".
Ett annat initiativ som Bono varit med om att starta upp är Product Red, som är ett varumärke för att samla in pengar till Global Fund to Fight AIDS, Tuberculosis and Malaria. Product Red licenseras till företag, exempelvis American Express, Apple, Motorola, Microsoft, Dell, och Giorgio Armani. Varje företag skapar en produkt med Product Red-logotypen och delar av intäkterna går till fonden.

## Utmärkelser
Bono är den enda personen som blivit nominerad för en Oscar, Golden Globe, Grammy och Nobels fredspris. Han var nominerad till fredspriset åren 2003, 2005 och 2006.
2002 hamnade han på 86:e plats då BBC anordnade omröstningen 100 Greatest Britons, trots att han är irländare.
2004 mottog han Pablo Neruda International Presidential Medal of Honour av Chiles regering.
Time Magazine namngav Bono som en av "100 Most Influential People" 2004 och 2006. 2005 utsågs han av Time tillsammans med Bill Gates och Melinda Gates till Person of the Year.
2005 mottog han också Order of Liberty i Portugal för sitt humanitära arbete. Han fick också TED Prize samma år. 
I mars 2007 utsågs han till Knight Commander (KBE) av den Brittiska Imperieorden. Samma år mottog han Philadelphia Liberty Medal för sitt arbete mot fattigdom och hungersnöd.
Bono har erhållit hederspass från Bosnien och Hercegovina 1997 för sitt humanitära arbete under kriget i Bosnien. Den dåvarande presidenten utmärkte Bono till hedersmedborgare som uppskattning.